# AGIL Volley
AGIL Volley – włoski żeński klub siatkarski powstały w 1984 roku z siedzibą w mieście Trecate. Klub występuje w rozgrywkach włoskiej Serie A1 od sezonu 2013/2014 pod nazwą Igor Gorgonzola Novara. W 2012 klub został przeniesiony do Novary, po odkupieniu licencji do gry w Serie A2 od Volley Club 1999 Busnago.

## Sukcesy

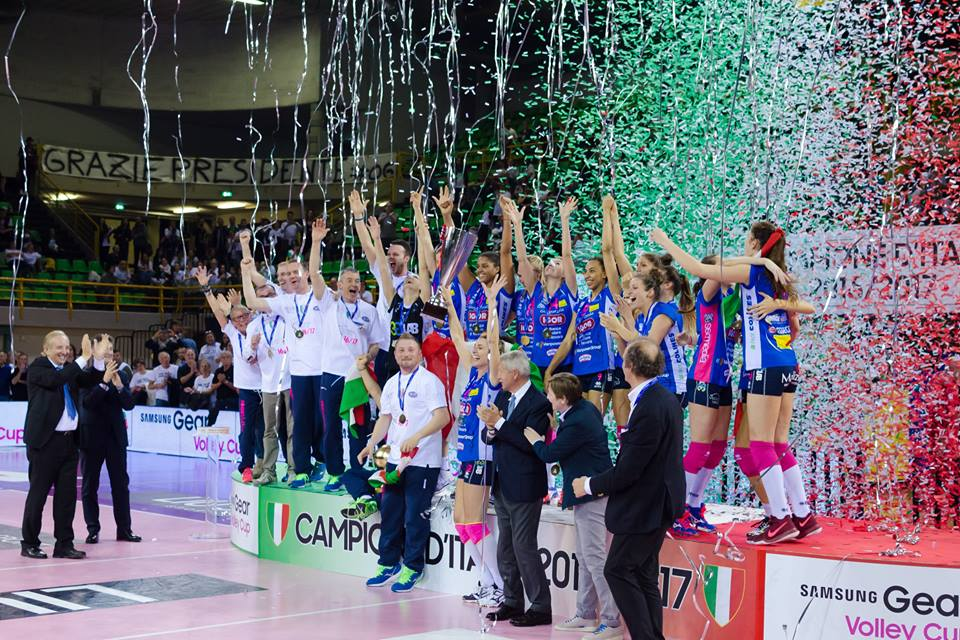
Igor Gorgonzola Novara Mistrzem Włoch w sezonie 2016/2017

Puchar Włoch:
- 2015, 2018, 2019

Mistrzostwo Włoch:
- 2017
- 2015, 2018, 2019, 2021

Superpuchar Włoch:
- 2017

Liga Mistrzyń:
- 2019

Puchar Challenge:
- 2024[2]

Puchar CEV:
- 2025[3]

## Bilans sezon po sezonie
- Sezon 2019/2020 we Włoszech został przerwany z powodu rozprzestrzenia się Covid-19

| Sezon     | Rozgrywki ligowe | Rozgrywki ligowe | Puchar Włoch | Europejskie puchary | Europejskie puchary   |
| Sezon     | Poziom           | Miejsce          | Puchar Włoch | Rozgrywki klubowe   | Osiągnięcie           |
| --------- | ---------------- | ---------------- | ------------ | ------------------- | --------------------- |
| 2012/2013 | Serie A2         | 1. miejsce       |              |                     |                       |
| 2013/2014 | Serie A1         | 4. miejsce       | ćwierćfinał  |                     |                       |
| 2014/2015 | Serie A1         | 2. miejsce       | 1. miejsce   | Puchar CEV          | 1/16 finału           |
| 2014/2015 | Serie A1         | 2. miejsce       | 1. miejsce   | Puchar Challenge    | 1/4 finału            |
| 2015/2016 | Serie A1         | 5. miejsce       | ćwierćfinał  | Liga Mistrzyń       | faza grupowa          |
| 2015/2016 | Serie A1         | 5. miejsce       | ćwierćfinał  | Puchar CEV          | runda challenge       |
| 2016/2017 | Serie A1         | 1. miejsce       | półfinał     |                     |                       |
| 2017/2018 | Serie A1         | 2. miejsce       | 1. miejsce   | Liga Mistrzyń       | 1/6 finału            |
| 2018/2019 | Serie A1         | 2. miejsce       | 1. miejsce   | Liga Mistrzyń       | 1. miejsce            |
| 2019/2020 | Serie A1         | —                | ćwierćfinał  | Liga Mistrzyń       | awans do ćwierćfinału |
| 2020/2021 | Serie A1         | 2. miejsce       | 2. miejsce   | Liga Mistrzyń       | półfinał              |
| 2021/2022 | Serie A1         | 3. miejsce       | 2. miejsce   | Liga Mistrzyń       | faza grupowa          |
| 2022/2023 | Serie A1         | 5. miejsce       | półfinał     | Liga Mistrzyń       | półfinał              |
| 2023/2024 | Serie A1         | 4. miejsce       | ćwierćfinał  | Puchar Challenge    | 1. miejsce            |
| 2024/2025 | Serie A1         | 4. miejsce       | półfinał     | Puchar CEV          | 1. miejsce            |

Poziom rozgrywek:
     pierwszy, najwyższy ogólnokrajowy
     drugi
     trzeci
     czwarty
     piąty

## Trenerzy
| Sezon     | W klubie          | Imię i nazwisko |
| --------- | ----------------- | --------------- |
| 2012/2013 |                   | Stefano Colombo |
| 2013/2014 | do 05.11.2013     | Stefano Colombo |
| 2013/2014 | od 07.11.2013     | Luciano Pedullà |
| 2014/2015 |                   | Luciano Pedullà |
| 2015/2016 | do 14.12.2015     | Luciano Pedullà |
| 2015/2016 | od 14.12.2015     | Marco Fenoglio  |
| 2016/2017 |                   | Marco Fenoglio  |
| 2017/2018 | Massimo Barbolini |                 |
| 2018/2019 | Massimo Barbolini |                 |
| 2019/2020 | Massimo Barbolini |                 |
| 2020/2021 | Stefano Lavarini  |                 |
| 2021/2022 | Stefano Lavarini  |                 |
| 2022/2023 | Stefano Lavarini  |                 |
| 2023/2024 | Lorenzo Bernardi  |                 |
| 2024/2025 | Lorenzo Bernardi  |                 |

## Polki w klubie
| Lata gry  | Imię i nazwisko       |
| --------- | --------------------- |
| 2013-2014 | Maja Tokarska         |
| 2015-2016 | Magdalena Wawrzyniak  |
| 2017-2018 | Katarzyna Skorupa     |
| 2020-2021 | Malwina Smarzek-Godek |

## Kadra

### Sezon 2025/2026[13]
| Nr                     | Imię i nazwisko     | Data ur. | Wzrost | Pozycja      |
| ---------------------- | ------------------- | -------- | ------ | ------------ |
| 6                      | Giulia De Nardi     | 1994     | 171    | libero       |
| 9                      | Lina Alsmeier       | 2000     | 189    | przyjmująca  |
| 10                     | Mayu Ishikawa       | 2000     | 175    | przyjmująca  |
| 11                     | Taylor Mims         | 1997     | 193    | atakująca    |
| 13                     | Sara Bonifacio      | 1996     | 186    | środkowa     |
| 17                     | Tatjana Tołok       | 2003     | 192    | przyjmująca  |
| 24                     | Federica Squarcini  | 2000     | 184    | środkowa     |
| Potwierdzone transfery |                     |          |        |              |
|                        | Britt Herbots       | 1999     | 182    | przyjmująca  |
|                        | Indy Baijens        | 2001     | 193    | środkowa     |
|                        | Giulia Leonardi     | 1987     | 165    | libero       |
|                        | Carlotta Cambi      | 1996     | 176    | rozgrywająca |
|                        | Giulia Melli        | 1998     | 185    | przyjmująca  |
|                        | Giulia Carraro      | 1994     | 175    | rozgrywająca |
|                        | Veronica Costantini | 2003     | 191    | środkowa     |

### Sezon 2024/2025[21]
| Nr | Imię i nazwisko                | Data ur. | Wzrost | Pozycja      |
| -- | ------------------------------ | -------- | ------ | ------------ |
| 3  | Francesca Villani              | 1995     | 187    | przyjmująca  |
| 4  | Francesca Bosio                | 1996     | 176    | rozgrywająca |
| 5  | Valentina Bartolucci           | 2003     | 181    | rozgrywająca |
| 6  | Giulia De Nardi                | 1994     | 171    | libero       |
| 8  | Eleonora Fersino               | 2000     | 170    | libero       |
| 9  | Lina Alsmeier                  | 2000     | 189    | przyjmująca  |
| 10 | Mayu Ishikawa                  | 2000     | 175    | przyjmująca  |
| 11 | Taylor Mims                    | 1997     | 193    | atakująca    |
| 12 | Hanna Orthmann (do 17.12.2024) | 1998     | 185    | przyjmująca  |
| 13 | Sara Bonifacio                 | 1996     | 186    | środkowa     |
| 14 | Maja Aleksić                   | 1997     | 188    | środkowa     |
| 16 | Alessia Mazzaro                | 1998     | 185    | środkowa     |
| 17 | Tatjana Tołok                  | 2003     | 192    | przyjmująca  |
| 19 | Wita Akimowa                   | 2002     | 197    | atakująca    |
| 24 | Federica Squarcini             | 2000     | 184    | środkowa     |

### Sezon 2023/2024
| Nr | Imię i nazwisko                | Data ur. | Wzrost | Pozycja      |
| -- | ------------------------------ | -------- | ------ | ------------ |
| 1  | Gréta Szakmáry                 | 1991     | 185    | przyjmująca  |
| 3  | Ludovica Guidi                 | 1992     | 186    | środkowa     |
| 4  | Francesca Bosio                | 1996     | 176    | rozgrywająca |
| 5  | Valentina Bartolucci           | 2003     | 181    | rozgrywająca |
| 6  | Giulia De Nardi                | 1994     | 171    | libero       |
| 7  | Anne Buijs                     | 1991     | 191    | przyjmująca  |
| 8  | Eleonora Fersino               | 2000     | 170    | libero       |
| 9  | Caterina Bosetti               | 1994     | 180    | przyjmująca  |
| 10 | Cristina Chirichella           | 1994     | 195    | środkowa     |
| 11 | Anna Danesi                    | 1996     | 195    | środkowa     |
| 12 | Hanna Orthmann                 | 1998     | 185    | przyjmująca  |
| 13 | Sara Bonifacio                 | 1996     | 186    | środkowa     |
| 14 | Melis Durul (do 19.12.2023)    | 1993     | 185    | atakująca    |
| 21 | Wita Akimowa                   | 2002     | 197    | atakująca    |
| 23 | Marina Markowa (od 16.02.2024) | 2001     | 199    | przyjmująca  |
| 24 | Anastasija Kapralowa           | 2004     | 184    | przyjmująca  |

### Sezon 2022/2023
| 1 | Jordyn Poulter                 | 1997 | 188 | rozgrywająca |
| 2 | Carlotta Cambi (od 31.12.2022) | 1996 | 176 | rozgrywająca |
| 3 | McKenzie Adams                 | 1992 | 192 | przyjmująca  |
| 5 | Giulia Bresciani               | 1992 | 165 | libero       |
| 6 | Gaia Giovannini                | 2001 | 182 | przyjmująca  |
| 7 | Ilaria Battistoni              | 1996 | 174 | rozgrywająca |
| 8 | Eleonora Fersino               | 2000 | 170 | libero       |
| 9 | Caterina Bosetti               | 1994 | 180 | przyjmująca  |
| 10 | Cristina Chirichella           | 1994 | 195 | środkowa     |
| 11 | Anna Danesi                    | 1996 | 195 | środkowa     |
| 12 | Lucía Varela Gomez             | 2003 | 197 | środkowa     |
| 13 | Sara Bonifacio                 | 1996 | 186 | środkowa     |
| 14 | Kenia Carcasés Opón            | 1986 | 189 | przyjmująca  |
| 15 | Julia Ituma (do 13.04.2023)    | 2004 | 192 | atakująca    |
| 99 | Ebrar Karakurt                 | 2000 | 195 | atakująca    |
| Julia Ituma wypadła w nocy z 12 na 13 kwietnia 2023 roku z okna pokoju hotelowego w Stambule, który znajdował się na 6. piętrze, gdzie zawodniczki Igor Gorgonzola Novara przebywały po meczu półfinałowym Ligi Mistrzyń z Eczacıbaşı Stambuł |                                |      |     |              |

### Sezon 2021/2022
| Nr | Imię i nazwisko       | Data ur. | Wzrost | Pozycja      |
| -- | --------------------- | -------- | ------ | ------------ |
| 2  | Lucia Imperiali       | 1999     | 162    | libero       |
| 4  | Britt Herbots         | 1999     | 182    | przyjmująca  |
| 5  | Rosamaria Montibeller | 1994     | 185    | atakująca    |
| 7  | Ilaria Battistoni     | 1996     | 174    | rozgrywająca |
| 8  | Eleonora Fersino      | 2000     | 170    | libero       |
| 9  | Caterina Bosetti      | 1994     | 180    | przyjmująca  |
| 10 | Cristina Chirichella  | 1994     | 195    | środkowa     |
| 12 | Micha Hancock         | 1992     | 180    | rozgrywająca |
| 13 | Sara Bonifacio        | 1996     | 186    | środkowa     |
| 14 | Sara Tajè             | 1998     | 187    | środkowa     |
| 15 | Haleigh Washington    | 1995     | 192    | środkowa     |
| 17 | Veronica Costantini   | 2003     | 184    | środkowa     |
| 18 | Sofia D'Odorico       | 1997     | 187    | przyjmująca  |
| 19 | Nika Daalderop        | 1998     | 189    | przyjmująca  |
| 99 | Ebrar Karakurt        | 2000     | 195    | atakująca    |

### Sezon 2020/2021
| Nr | Imię i nazwisko           | Data ur. | Wzrost | Pozycja      |
| -- | ------------------------- | -------- | ------ | ------------ |
| 3  | Alessia Populini          | 2000     | 181    | przyjmująca  |
| 4  | Britt Herbots             | 1999     | 182    | przyjmująca  |
| 5  | Francesca Napodano        | 1999     | 174    | libero       |
| 6  | Elisa Zanette             | 1996     | 193    | atakująca    |
| 7  | Ilaria Battistoni         | 1996     | 174    | rozgrywająca |
| 9  | Caterina Bosetti          | 1994     | 180    | przyjmująca  |
| 10 | Cristina Chirichella      | 1994     | 195    | środkowa     |
| 11 | Stefania Sansonna         | 1982     | 175    | libero       |
| 12 | Micha Hancock             | 1992     | 180    | rozgrywająca |
| 13 | Sara Bonifacio            | 1996     | 186    | środkowa     |
| 14 | Sara Tajè (od 15.12.2020) | 1998     | 187    | środkowa     |
| 15 | Haleigh Washington        | 1995     | 192    | środkowa     |
| 17 | Malwina Smarzek-Godek     | 1996     | 191    | atakująca    |
| 19 | Nika Daalderop            | 1998     | 189    | przyjmująca  |

### Sezon 2019/2020
| Nr | Imię i nazwisko           | Data ur. | Wzrost | Pozycja      |
| -- | ------------------------- | -------- | ------ | ------------ |
| 1  | Iza Mlakar                | 1995     | 184    | atakująca    |
| 2  | Jovana Brakočević-Canzian | 1988     | 196    | atakująca    |
| 4  | Rachele Morello           | 2000     | 182    | rozgrywająca |
| 5  | Francesca Napodano        | 1999     | 174    | libero       |
| 6  | Megan Courtney            | 1993     | 186    | przyjmująca  |
| 7  | Federica Piacentini       | 2001     | 192    | środkowa     |
| 9  | Chiara Di Iulio           | 1985     | 184    | przyjmująca  |
| 10 | Cristina Chirichella      | 1994     | 195    | środkowa     |
| 11 | Stefania Sansonna         | 1982     | 175    | libero       |
| 12 | Micha Hancock             | 1992     | 180    | rozgrywająca |
| 13 | Valentina Arrighetti      | 1985     | 189    | środkowa     |
| 16 | Elica Wasilewa            | 1990     | 194    | przyjmująca  |
| 17 | Stefana Veljković         | 1990     | 190    | środkowa     |

### Sezon 2018/2019
| Nr | Imię i nazwisko      | Data ur. | Wzrost | Pozycja      |
| -- | -------------------- | -------- | ------ | ------------ |
| 1  | Lauren Carlini       | 1995     | 185    | rozgrywająca |
| 2  | Federica Stufi       | 1988     | 186    | środkowa     |
| 3  | Letizia Camera       | 1992     | 175    | rozgrywająca |
| 4  | Celeste Plak         | 1995     | 190    | przyjmująca  |
| 5  | Yamila Nizetich      | 1989     | 183    | przyjmująca  |
| 10 | Cristina Chirichella | 1994     | 195    | środkowa     |
| 11 | Stefania Sansonna    | 1982     | 175    | libero       |
| 12 | Francesca Piccinini  | 1979     | 185    | przyjmująca  |
| 13 | Erblira Bici         | 1995     | 186    | atakująca    |
| 14 | Michelle Bartsch     | 1990     | 193    | przyjmująca  |
| 15 | Giorgia Zannoni      | 1998     | 171    | libero       |
| 17 | Stefana Veljković    | 1990     | 190    | środkowa     |
| 18 | Paola Egonu          | 1998     | 189    | atakująca    |

### Sezon 2017/2018
| Nr | Imię i nazwisko      | Data ur. | Wzrost | Pozycja      |
| -- | -------------------- | -------- | ------ | ------------ |
| 1  | Anti Wasilandonaki   | 1996     | 196    | atakująca    |
| 3  | Letizia Camera       | 1992     | 175    | rozgrywająca |
| 4  | Celeste Plak         | 1995     | 190    | przyjmująca  |
| 5  | Lauren Gibbemeyer    | 1988     | 187    | środkowa     |
| 7  | Stephanie Enright    | 1990     | 178    | przyjmująca  |
| 8  | Katarzyna Skorupa    | 1984     | 183    | rozgrywająca |
| 9  | Sara Bonifacio       | 1996     | 186    | środkowa     |
| 10 | Cristina Chirichella | 1994     | 195    | środkowa     |
| 11 | Stefania Sansonna    | 1982     | 175    | libero       |
| 12 | Francesca Piccinini  | 1979     | 185    | przyjmująca  |
| 15 | Giorgia Zannoni      | 1998     | 171    | libero       |
| 18 | Paola Egonu          | 1998     | 189    | atakująca    |

### Sezon 2016/2017

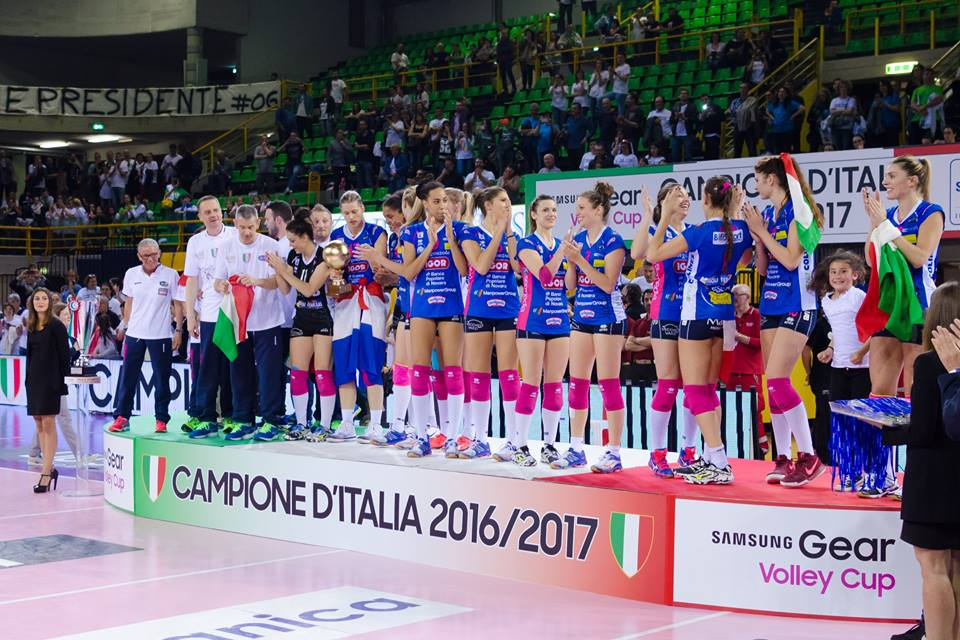
Zawodniczki Igor Gorgonzola Novara w sezonie 2016/2017

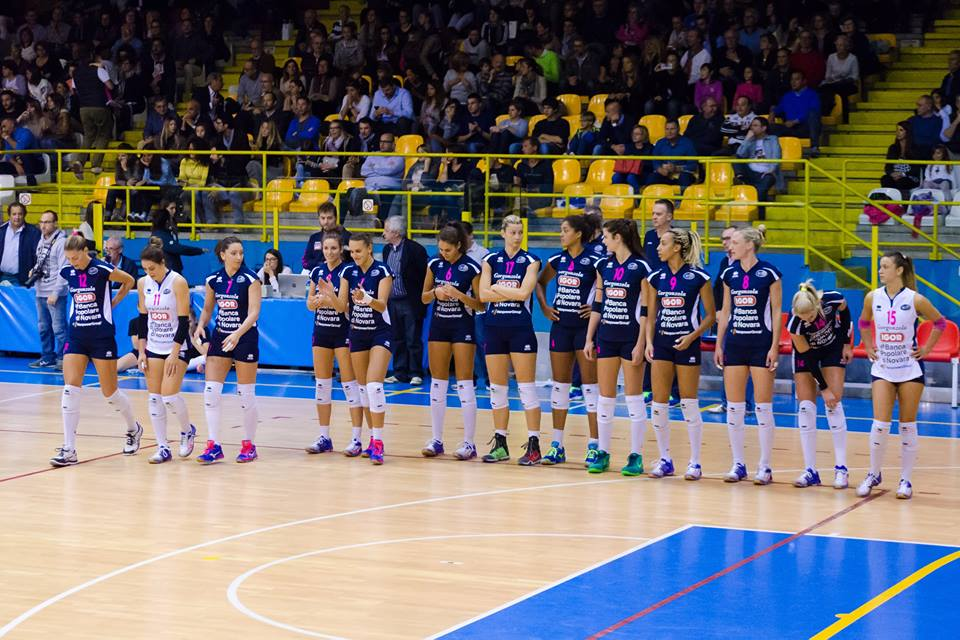
Zawodniczki Igor Gorgonzola Novara w sezonie 2016/2017

| Nr | Imię i nazwisko      | Data ur. | Wzrost | Pozycja      |
| -- | -------------------- | -------- | ------ | ------------ |
| 1  | Sara Alberti         | 1993     | 185    | środkowa     |
| 3  | Carlotta Cambi       | 1996     | 176    | rozgrywająca |
| 4  | Celeste Plak         | 1995     | 190    | przyjmująca  |
| 6  | Sofia D'Odorico      | 1997     | 187    | przyjmująca  |
| 7  | Melissa Donà         | 1982     | 180    | przyjmująca  |
| 8  | Judith Pietersen     | 1989     | 188    | przyjmująca  |
| 9  | Sara Bonifacio       | 1996     | 186    | środkowa     |
| 10 | Cristina Chirichella | 1994     | 195    | środkowa     |
| 11 | Stefania Sansonna    | 1982     | 175    | libero       |
| 12 | Francesca Piccinini  | 1979     | 185    | przyjmująca  |
| 14 | Laura Dijkema        | 1990     | 184    | rozgrywająca |
| 15 | Giorgia Zannoni      | 1998     | 171    | libero       |
| 16 | Cristina Barcellini  | 1986     | 186    | przyjmująca  |
| 17 | Katarina Barun       | 1983     | 194    | atakująca    |

### Sezon 2015/2016

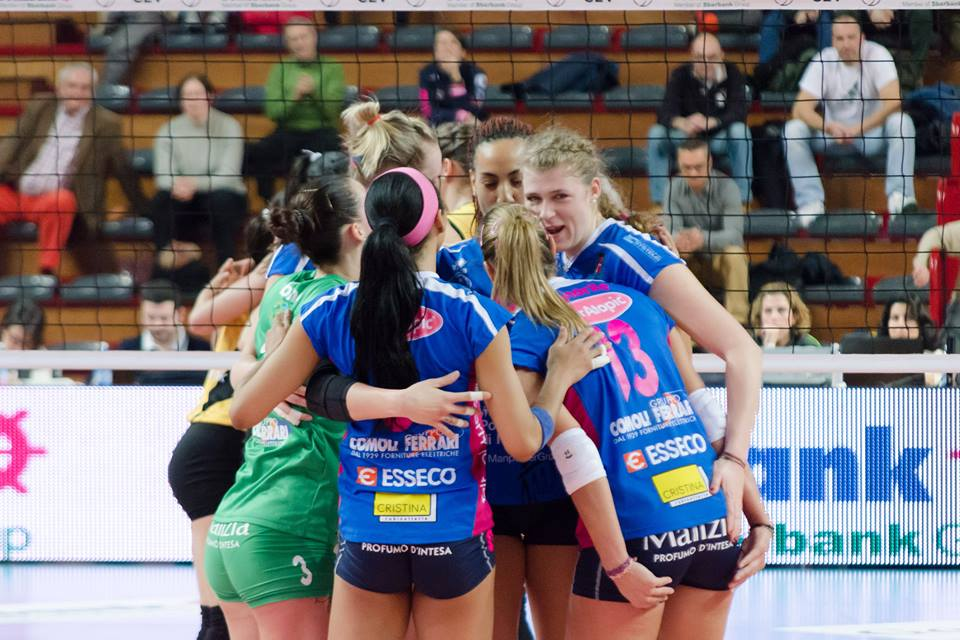
Zawodniczki Igor Gorgonzola Novara w sezonie 2015/2016

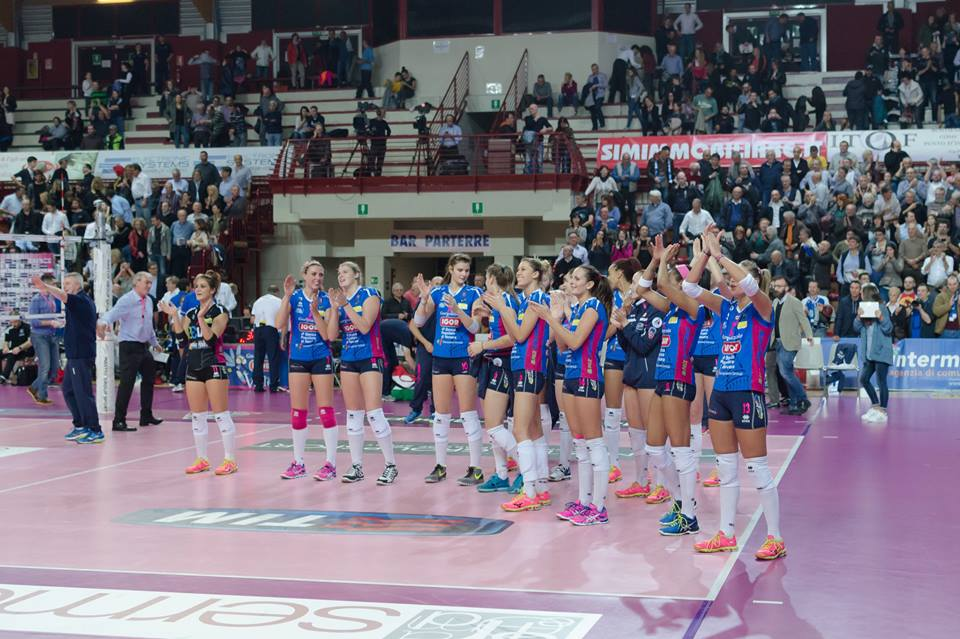
Zawodniczki Igor Gorgonzola Novara w sezonie 2015/2016

| Nr | Imię i nazwisko      | Data ur. | Wzrost | Pozycja      |
| -- | -------------------- | -------- | ------ | ------------ |
| 1  | Nicole Fawcett       | 1986     | 191    | atakująca    |
| 3  | Eleonora Bruno       | 1994     | 180    | libero       |
| 5  | Magdalena Wawrzyniak | 1990     | 185    | atakująca    |
| 6  | Tijana Malešević     | 1991     | 185    | przyjmująca  |
| 7  | Martina Guiggi       | 1984     | 188    | środkowa     |
| 8  | Áurea Cruz           | 1982     | 182    | przyjmująca  |
| 9  | Sara Bonifacio       | 1996     | 186    | środkowa     |
| 10 | Cristina Chirichella | 1994     | 195    | środkowa     |
| 11 | Stefania Sansonna    | 1982     | 175    | libero       |
| 13 | Noemi Signorile      | 1990     | 183    | rozgrywająca |
| 14 | Caterina Bosetti     | 1994     | 180    | przyjmująca  |
| 15 | Noura Mabilo         | 1996     | 183    | środkowa     |
| 17 | Francesca Bosio      | 1997     | 180    | rozgrywająca |
| 18 | Samanta Fabris       | 1992     | 190    | atakująca    |

### Sezon 2014/2015

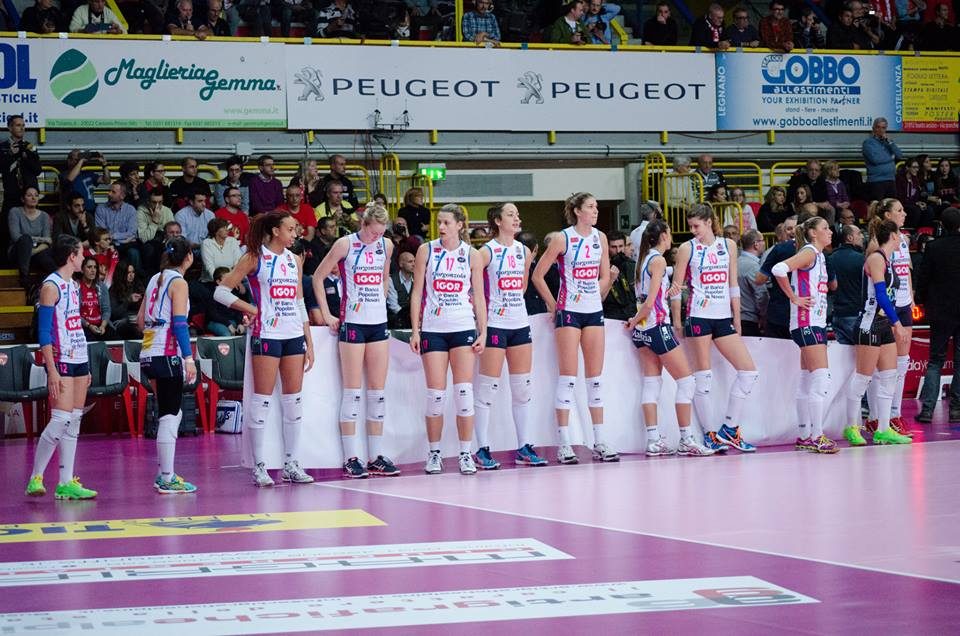
Zawodniczki Igor Gorgonzola Novara w sezonie 2014/2015

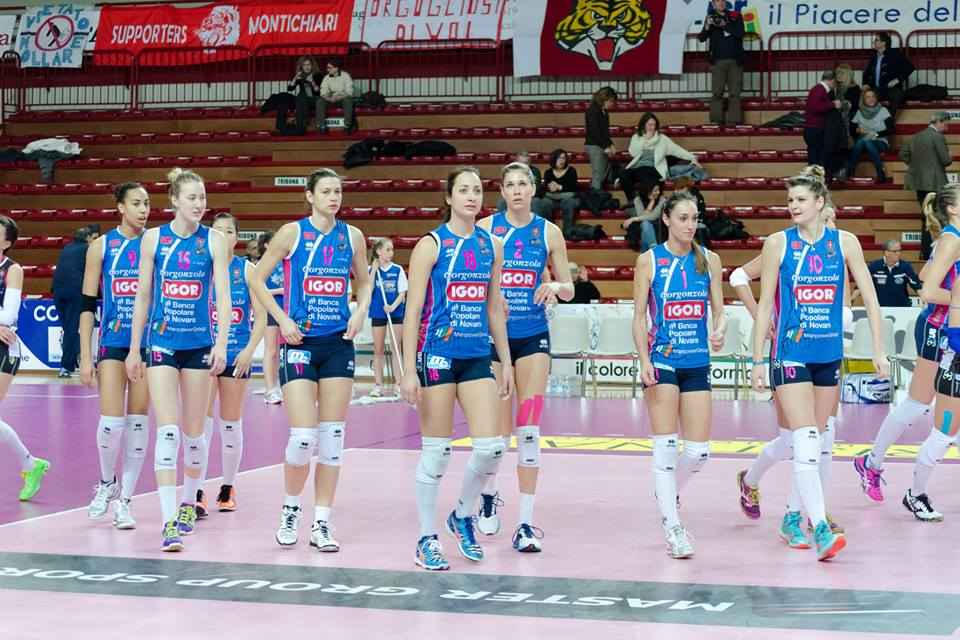
Zawodniczki Igor Gorgonzola Novara w sezonie 2014/2015

| Nr | Imię i nazwisko      | Data ur. | Wzrost | Pozycja      |
| -- | -------------------- | -------- | ------ | ------------ |
| 1  | Laura Partenio       | 1991     | 178    | przyjmująca  |
| 2  | Alexandra Klineman   | 1989     | 194    | przyjmująca  |
| 5  | Kim Mi-Na            | 1984     | 176    | rozgrywająca |
| 7  | Martina Guiggi       | 1984     | 188    | środkowa     |
| 9  | Sara Bonifacio       | 1996     | 186    | środkowa     |
| 10 | Cristina Chirichella | 1994     | 195    | środkowa     |
| 11 | Stefania Sansonna    | 1982     | 175    | libero       |
| 12 | Valeria Alberti      | 1984     | 175    | libero       |
| 13 | Noemi Signorile      | 1990     | 183    | rozgrywająca |
| 15 | Kimberly Hill        | 1989     | 193    | przyjmująca  |
| 17 | Katarina Barun       | 1983     | 194    | atakująca    |
| 18 | Elisa Zanette        | 1996     | 193    | atakująca    |

### Sezon 2013/2014

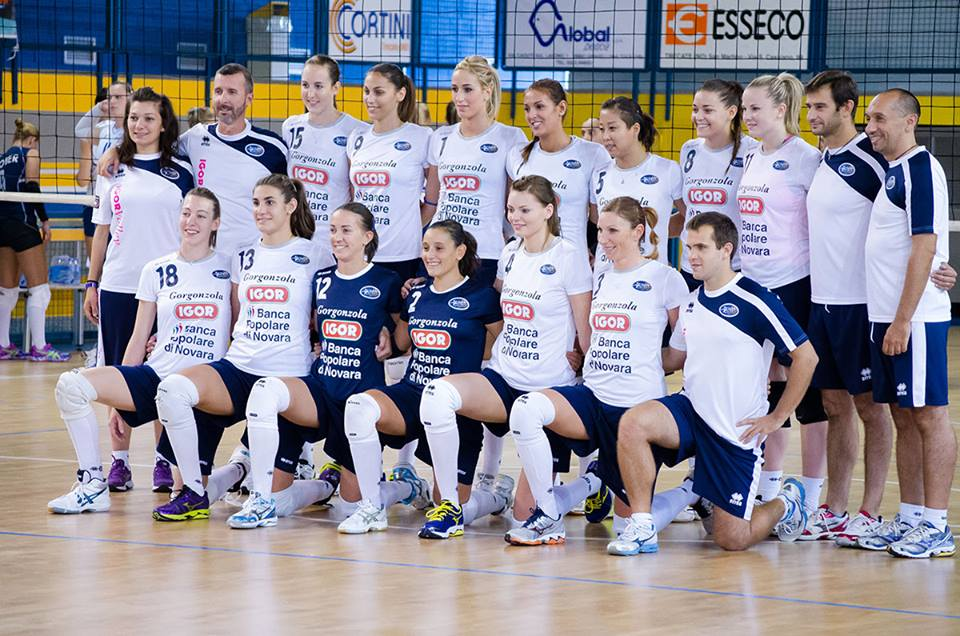
Zawodniczki Igor Gorgonzola Novara w sezonie 2013/2014

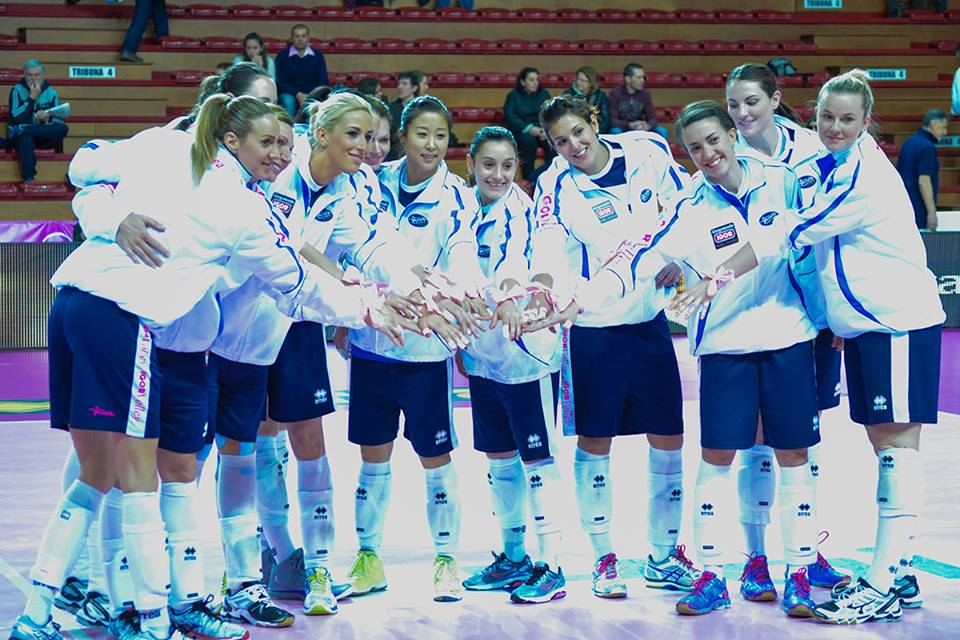
Zawodniczki Igor Gorgonzola Novara w sezonie 2013/2014

| Nr | Imię i nazwisko     | Data ur. | Wzrost | Pozycja      |
| -- | ------------------- | -------- | ------ | ------------ |
| 1  | Luisa Casillo       | 1988     | 188    | środkowa     |
| 2  | Sara Paris          | 1985     | 165    | libero       |
| 3  | Valeria Rosso       | 1981     | 182    | przyjmująca  |
| 4  | Maja Tokarska       | 1991     | 193    | środkowa     |
| 5  | Kim Mi-Na           | 1984     | 176    | rozgrywająca |
| 7  | Gilda Lombardo      | 1989     | 183    | przyjmująca  |
| 8  | Katherine Harms     | 1990     | 185    | atakująca    |
| 9  | Costanza Manfredini | 1988     | 188    | przyjmująca  |
| 10 | Ivana Miloš         | 1986     | 187    | środkowa     |
| 11 | Tereza Vanžurová    | 1991     | 186    | przyjmująca  |
| 12 | Valeria Alberti     | 1984     | 175    | libero       |
| 15 | Lena Möllers        | 1990     | 188    | rozgrywająca |
| 16 | Kelly Murphy        | 1989     | 188    | atakująca    |
| 18 | Chiara Bellei       | 1995     | 180    | przyjmująca  |